# Leptaspis zeylanica
Leptaspis zeylanica är en gräsart som beskrevs av Christian Gottfried Daniel Nees von Esenbeck och Ernst Gottlieb von Steudel. Leptaspis zeylanica ingår i släktet Leptaspis och familjen gräs. Inga underarter finns listade i Catalogue of Life.